# 源九郎義経 (1962年の映画)
『源九郎義経』（げんくろうよしつね）は、1962年（昭和37年）5月16日公開の日本映画である。東映製作・配給。監督は松田定次、主演は北大路欣也。カラー、シネマスコープ、90分。

## スタッフ
- 監督：松田定次
- 製作：大川博
- 脚本：小国英雄
- 企画：小倉浩一郎
- 撮影：川崎新太郎
- 音楽：富永三郎
- 美術：川島泰三
- 編集：河合勝巳
- 録音：東城絹児郎、中山茂二
- スチール：杉本昭三
- 照明：田辺憲一

## キャスト
- 源九郎義経：北大路欣也
- 武蔵坊弁慶：伊藤雄之助
- 伊勢三郎義盛：原田甲子郎
- 亀井六郎重清：平幹二朗
- 片岡八郎為春：鈴木金哉
- 佐藤三郎継信：徳大寺伸
- 佐藤四郎忠信：坂東吉弥
- 鈴木二郎重家：楠本健二
- 糖部喜平次：安藤三男
- 藤原秀衡：山形勲
- 藤原泰衡：倉丘伸太郎
- 藤原忠衡：田中良三
- 松の君：小林哲子
- 静：佐久間良子
- 金売り吉次：大邦一公
- 梶原平三景時：東野英治郎
- 畠山庄司重忠：安部徹
- 佐々木四郎高綱：浅野光男
- 平山武者所季重：月形哲之介
- 源範頼：牧口徹
- 北条時政：宇佐美淳也
- 高階泰経：菅貫太郎
- 大江広元：月形龍之介
- 工藤行光：矢奈木邦二郎
- 源頼朝：大友柳太朗

## 補足
- 本作で頼朝を演じている大友柳太朗は、1938年の映画『静御前』では義経を演じている。義経と頼朝が登場する映像作品は他にもあるが、両方の役を演じたのは今のところ大友のみである。
- 1997年（平成9年）1月4日にテレビ朝日系列で放送された『弁慶 怪力無双の荒法師』にて、本作の映像の一部が使用されている（「宇治川の合戦」のシーン等）。